# زقزاق فوربسي
زقزاق فوربسي (الاسم العلمي: Charadrius forbesi) هو نوع من الطيور يتبع جنس الزقزاق من فصيلة الزقزاقية.